# Sombria

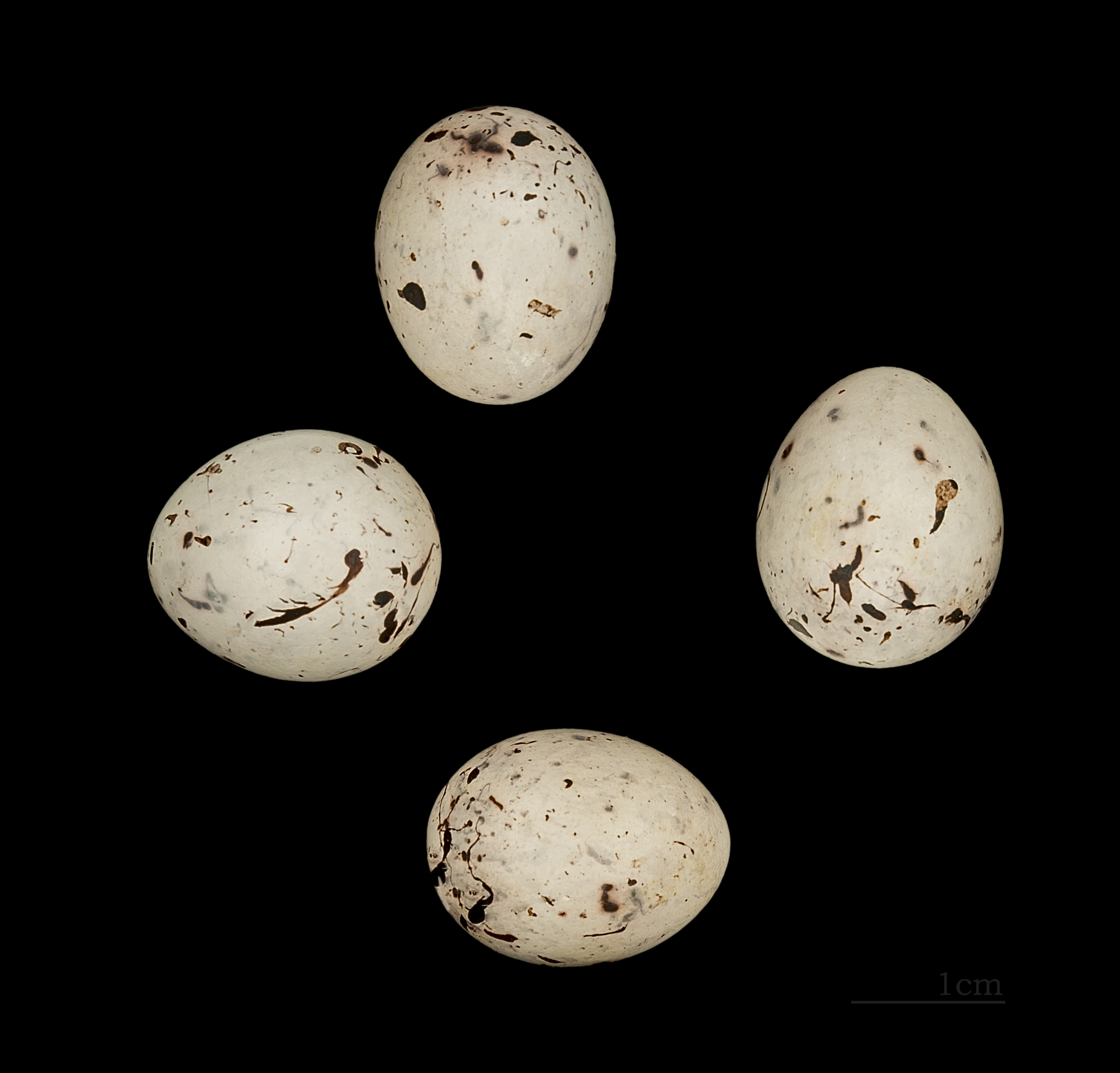
Emberiza Hortulano - MHNT

Sombria ou hortulana(Emberiza hortulana) é uma ave da família Emberizidae. Identifica-se pela cabeça esverdeada, com um "bigode" amarelo e pelo ventre avermelhado, sendo que a plumagem dos machos é mais vistosa durante a época de reprodução.
A sua alimentação consiste essencialmente de sementes, grãos, insectos e larvas.
É uma ave migradora que nidifica na Europa e inverna em África.
Em Portugal ocorre sobretudo em zonas de altitude, frequentemente de difícil acesso, o que, juntamente com o facto de ser pouco tolerante da presença humana, explica que seja por vezes difícil de observar, apesar de não ser rara. É uma das espécies estivais mais tardias em Portugal, e prefere zonas abertas, frequentadas por gado e com a presença de rochas. Entre Maio e Agosto surge em quase todas a zonas serranas acima dos 800 metros localizadas a norte do Tejo. As melhores zonas de observação são no Parque Nacional da Peneda-Gerês, em particular no Planalto da Mourela, entre Covelães e Pitões das Júnias, e entre Pitões das Júnias e Tourém; na Serra da Estrela, onde é mais abundante; e na Serra de Leomil. Durante a migração de Outubro, também na zona de Sagres (Vila do Bispo) é comum ver a Sombria. Outros locais onde é possível encontrar a Sombria incluem as Serras do Alvão, Marão, Montesinho e no Parque Natural do Douro Internacional.
Calcula-se que existam em Portugal poucos milhares de casais, apesar do Livro Vermelho dos Vertebrados de Portugal classificar a espécie como DD (informação insuficiente). Na Europa como um todo, a espécie é considerada pela BirdLife International como depauperada devido ao seu declínio histórico acentuado.

## Subespécies
A espécie é monotípica (não são reconhecidas subespécies).